# Pātek
Pātek (persiska: پاهتِك, پَتهِك, زينَن, پاهِتِك, پاتک, Pāhtek) är en ort i Iran.   Den ligger i provinsen Hormozgan, i den sydöstra delen av landet, 1 200 km sydost om huvudstaden Teheran. Pātek ligger 967 meter över havet och antalet invånare är 584.
Terrängen runt Pātek är kuperad. Runt Pātek är det ganska glesbefolkat, med 25 invånare per kvadratkilometer. Pātek är det största samhället i trakten. Trakten runt Pātek är ofruktbar med lite eller ingen växtlighet.